# ماریو کاسالجو
ماریو کاسالجو (ایتالیایی: Mario Casaleggio؛ ۱۵ دسامبر ۱۸۷۷ – ۸ فوریه ۱۹۵۳) بازیگر اهل ایتالیا بود.
از فیلم‌هایی که وی در آن‌ها نقش داشته‌است، می‌توان به خداحافظ جوانی اشاره نمود.